# Szewczyk Dratewka
„Szewczyk Dratewka“ е приказка, написана от полската поетеса Янина Поражинска издадена през 1973 година.

## Сюжет
Внимание:  Текстът по-долу разкрива сюжета на произведението (или части от него)!
Шевчик Дратевка беше млад и беден обущар. Той бе много полезен за хора и животни. Пътувал по света и отлетя стари обувки. Дратевка с помощта на приятели, е изпълнявал работата, поръчано от злата вещица и е освободил заловеното момичето.